# 托皮·赖塔宁

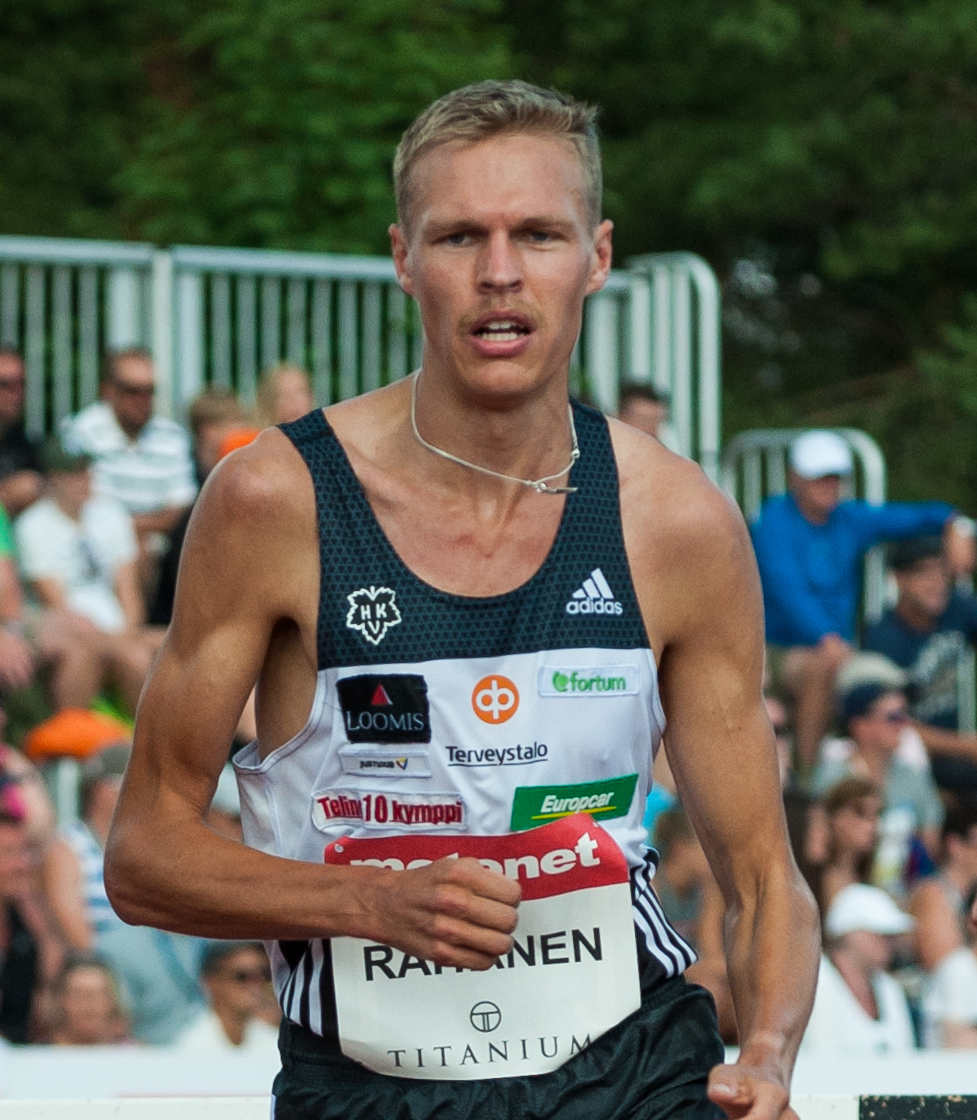
2018年时的赖塔宁

托皮·奥利·维赫托里·赖塔宁（芬蘭語：Topi Olli Vihtori Raitanen，1996年2月7日—），芬兰障碍跑运动员，为2022年3000米障碍赛欧洲冠军。他的最好成绩为在2020年摩纳哥钻石联赛首次比赛中的8分16.57秒的成绩。